# Йирвуд, Хильберто
Хильберто Джеронимо Йирвуд (исп. Gilberto Jerónimo Yearwood; 15 марта 1956, Ла-Лима, Гондурас) — гондурасский футболист и тренер.

## Биография

### Футболиста
На взрослом уровне дебютировал в составе команды «Реал Эспанья», с которой полузащитник становился чемпионом страны. В 1977 году Йирвуд переехал в Испанию, где он провел девять сезонов. Хавбек отыграл около сотни матчей в элитной Примере за «Эльче» и «Реал Вальядолид». Также Йирвуд выступал в составе «Сельты» и «Тенерифе» (в последней команде игрок пересекался со своим соотечественником Рамоном Марадьягой). Завершал свою карьеру на родине в «Олимпии».
На протяжении долгих лет Хильберто Йирвуд являлся футболистом сборной Гондураса. Участник ЧМ-1982 в Испании. На мундиале хавбек провел за «катрачос» все три матча. Также вместе с национальной командой он побеждал на Кубке наций Центральной Америки, а в 1991 году завоевывал серебро на Золотом Кубке КОНКАКАФ в США.

### Тренера
В качестве тренера Хильберто Йирвуд руководил командами из Центральной Америки, а также являлся ассистентом Марадьяги в сборных Гондураса, Гватемалы и Сальвадора. В 2008 году возглавлял олимпийскую сборную Гондураса в футбольном турнире на играх в Пекине.

## Достижения

### Футболиста
- Чемпион наций КОНКАКАФ (1): 1981.
- Серебряный призер чемпионата наций КОНКАКАФ (1): 1985.
- Серебряный призер Золотого Кубка КОНКАКАФ (1): 1991.
- Обладатель Кубка наций Центральной Америки (1): 1993.
- Серебряный призер Кубка наций Центральной Америки (1): 1991.
- Чемпион Гондураса (3): 1975/76, 1976/77, 1992/93.

### Тренера
- Чемпион Гондураса (1): 2000 (Апертура).